# مقاطعة روان (تينيسي)
مقاطعة روان هي مقاطعة في تينيسي، بلغ عدد سكانها 54٬181  نسمة، في 2010، عاصمتها كينغستون، تبلغ مساحتها 1٬023 كيلومتر مربع.

## الموقع
تشترك في الحدود مع:
- مقاطعة مورغان (أركنساس)
- مقاطعة ميغس (تينيسي)
- مقاطعة ريا (تينيسي)
- مقاطعة لودون (تينيسي)
- مقاطعة مكمين (تينيسي)
- مقاطعة أندرسون
- مقاطعة كمبرلاند.

## التقسيمات الإدارية
- كينغستون.

## أعلام
- روبرت ك. بيرد
- جوزيف ر. ووكر
- توماس عاموس روجرز نيلسون